# Lepidagathis pseudoaristata
Lepidagathis pseudoaristata är en akantusväxtart som beskrevs av Ensermu. Lepidagathis pseudoaristata ingår i släktet Lepidagathis och familjen akantusväxter. Inga underarter finns listade i Catalogue of Life.